# Grodziec (Jasienica)
Grodziec (deutsch Grodzietz) ist eine Ortschaft mit einem Schulzenamt der Gemeinde Jasienica im Powiat Bielski der Woiwodschaft Schlesien in Polen. Das Dorf liegt in der historischen Landschaft Teschener Schlesien (polnisch Śląsk Cieszyński).

## Geographie
Grodziec liegt im Schlesischen Vorgebirge, unterhalb des Hügels Górka (474 m hoch) etwa 10 km westlich von Bielsko-Biała und 50 km südlich von Katowice im Powiat (Kreis) Bielsko-Biała. Das Dorf hat eine Fläche von 975 ha.
Nachbarorte sind Bielowicko im Norden, Łazy im Nordosten, Świętoszówka und Biery im Osten, Jaworze und Brenna im Südosten, Górki Wielkie im Süden, Pogórze im Westen.

## Geschichte

### Mittelalter und frühe Neuzeit
Der Ort wurde circa 1305 im Liber fundationis episcopatus Vratislaviensis (Zehntregister des Bistums Breslau) erstmals urkundlich als Item in Grodische villa Snessonis erwähnt. Der Name ist abgeleitet von der Wallburg (grodziec), auf dieser wurde später das heutige Schloss wieder aufgebaut.
Politisch gehörte das Dorf ursprünglich zum Herzogtum Teschen, dieses bestand ab 1290 in der Zeit polnischen Partikularismus. Seit 1327 bestand die Lehensherrschaft des Königreichs Böhmen, seit 1526 gehörte es zur Habsburgermonarchie.

### Religion
Die Pfarrei Grodecz im Teschener Dekanat wurde im Peterspfennigregister des Jahres 1447 erwähnt. Nach 1540 erfolgte unter Wenzel III. Adam die Reformation und die Kirche wurde von Lutheranern übernommen. Eine Sonderkommission gab sie am 18. April 1654 an die Katholiken zurück.

### In Österreichisch-Schlesien
Nach der Aufhebung der Patrimonialherrschaften war es ab 1850 eine Gemeinde in Österreichisch-Schlesien, Bezirk Bielitz und Gerichtsbezirk Skotschau. In den Jahren 1880 bis 1910 verkleinerte sich die Einwohnerzahl von 619 im Jahr 1880 auf 569 im Jahre 1910, es waren überwiegend Polnischsprachige (zwischen 94 % und 97,6 %), auch Deutschsprachige (5,5 % im Jahre 1900) und Tschechischsprachige (1,1 % im Jahre 1890). Im Jahr 1910 waren 91,5 % römisch-katholisch, 8,3 % evangelisch.
Politisch war das Dorf damals im Wahlbezirk Schlesien 14 von der polnischen Nationalbewegung geprägt, in der Reichsratswahl 1907 (98 aus 110 Stimmen) sowie Reichsratswahl 1911 (87 aus 114) gewann dort Józef Londzin aus dem Bund der schlesischen Katholiken.

### In Polen
1920, nach dem Zusammenbruch der k.u.k. Monarchie und dem Ende des Polnisch-Tschechoslowakischen Grenzkriegs, kam Grodziec zu Polen. Unterbrochen wurde dies nur durch die Besetzung Polens durch die Wehrmacht im Zweiten Weltkrieg, während dieser Zeit gab es hier ein Zwangsarbeitslager für Juden.
1945–1954 war Grodziec Sitz einer Kollektivgemeinde. In den Jahren 1954–1972 gehörte das Dorf zur Gemeinde Grodziec und war deren Sitz. Nach 1973 wurde es Teil der Gemeinde Jasienica, die in den Jahren 1975–1998 zur Woiwodschaft Bielsko-Biała gehörte. 1946 wurde auf dem Gelände der ehemaligen Gutsgebäude die Versuchsabteilung des Staatlichen Wissenschaftlichen Instituts für Agrarökonomie gegründet, die seit 1962 zum Institut für Tierproduktion des Nationalen Forschungsinstituts gehört. Im Jahr 2006 wurde ein Abschnitt der Schnellstraße S52 gebaut.

## Sehenswürdigkeiten
- Das Schloss (Zamek) war seit der zweiten Hälfte des 16. Jahrhunderts Eigentum der Familie Grodecki (Grodziecki). Im Laufe der Jahrhunderte wurde es unter wechselnden Besitzern ständig aus- und umgebaut.

- Ein Landschaftspark umgibt das Schlossensemble.
- Neugotische Kirche St. Bartholomäus wurde 1908–1910 errichtet.
- Die Ruinen der alten Kirche wurden 1566–74 zur Schlosskirche ausgebaut erbaut, diese verfiel nach 1910, 1927 wurden Turm und Kirchenschiff abgerissen, seit 1984 stehen die Reste unter Denkmalschutz
- Die Familiengrab-Kapelle Zobel aus dem Jahr 1863 ist ein oktogonaler Bau
- Ein Holzhaus aus dem 19. Jahrhundert

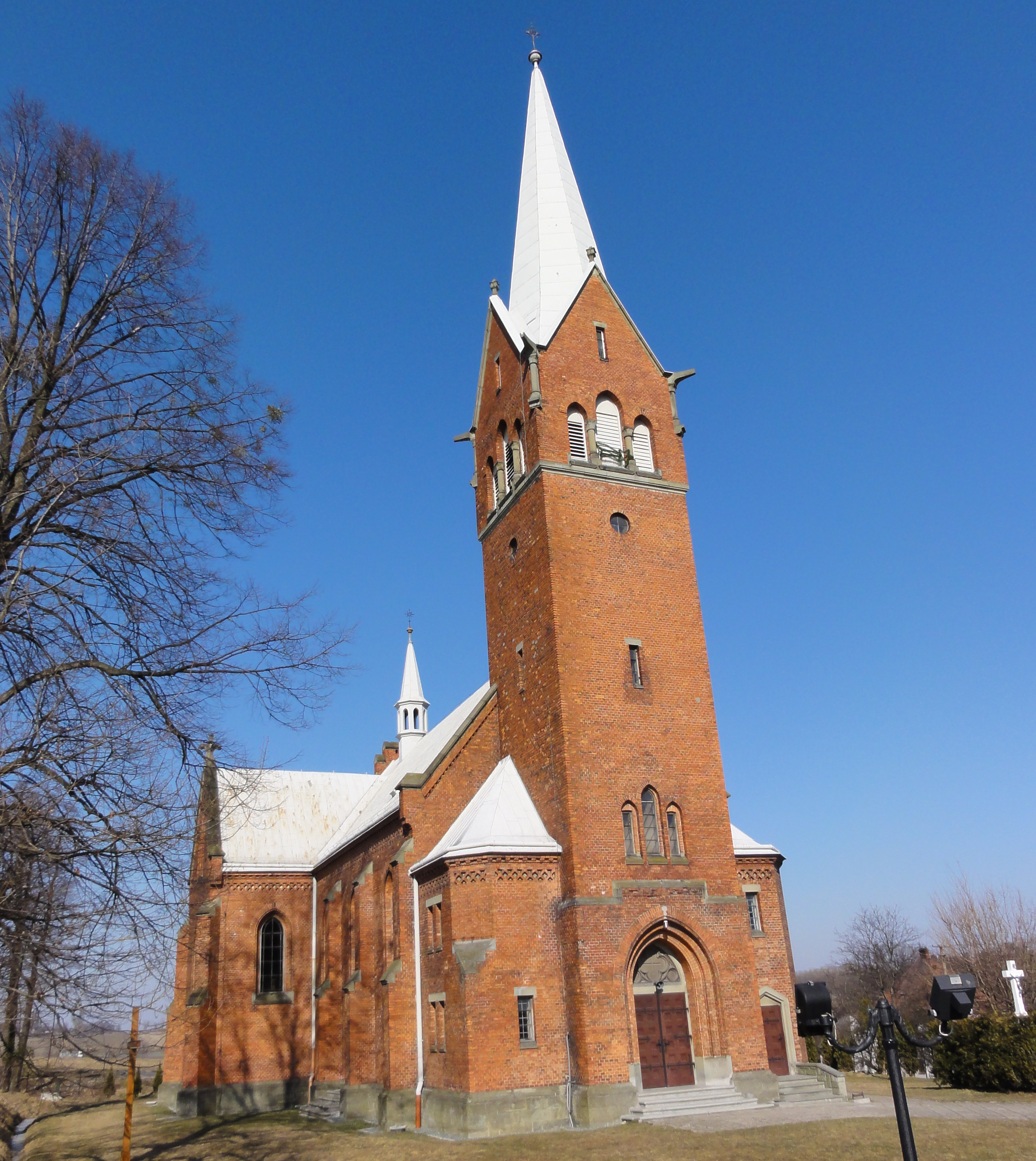
Kirche St. Bartholomäus
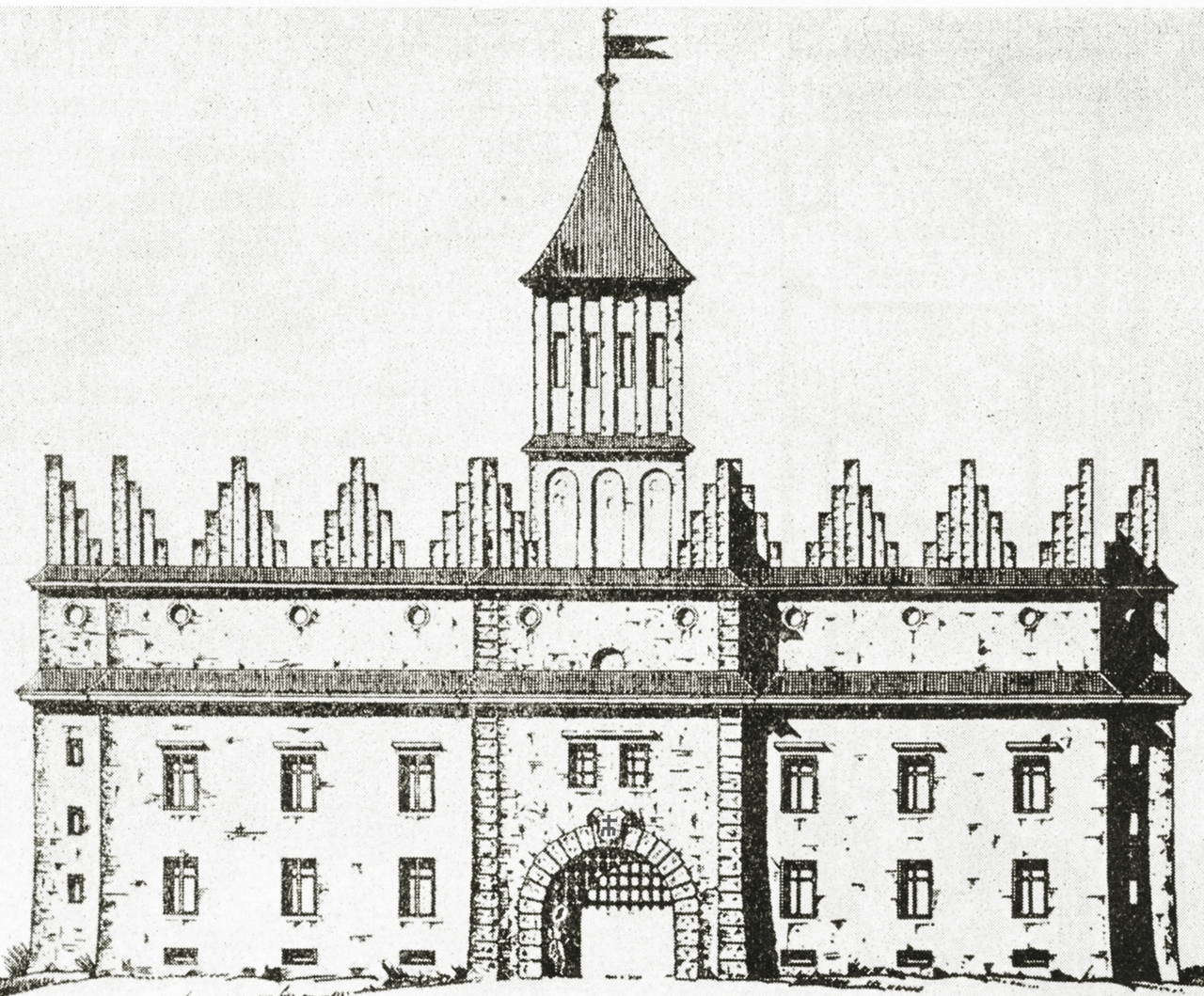
Das Schloss 1637
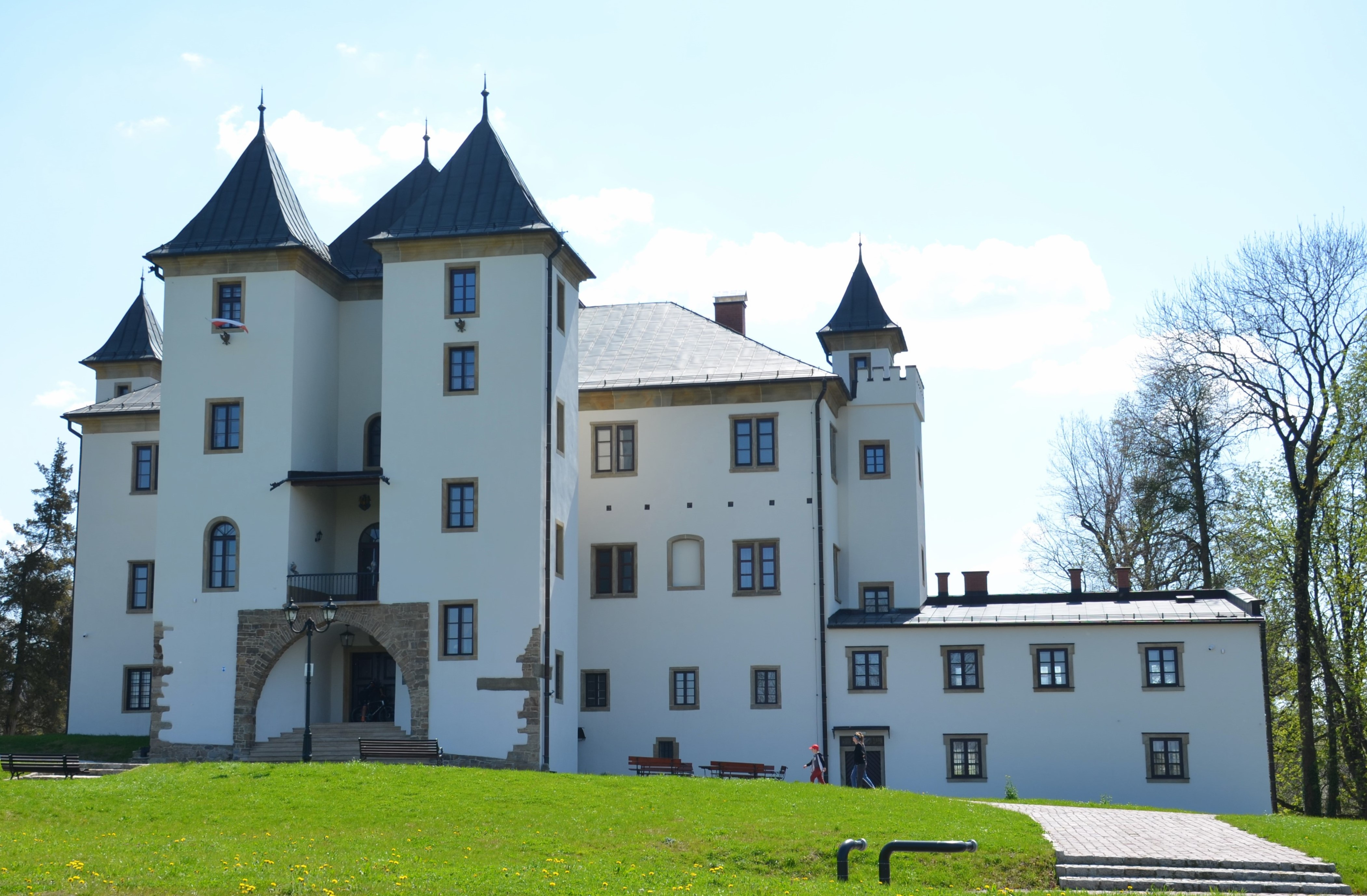
Schloss Grodzietz heute Nordfassade
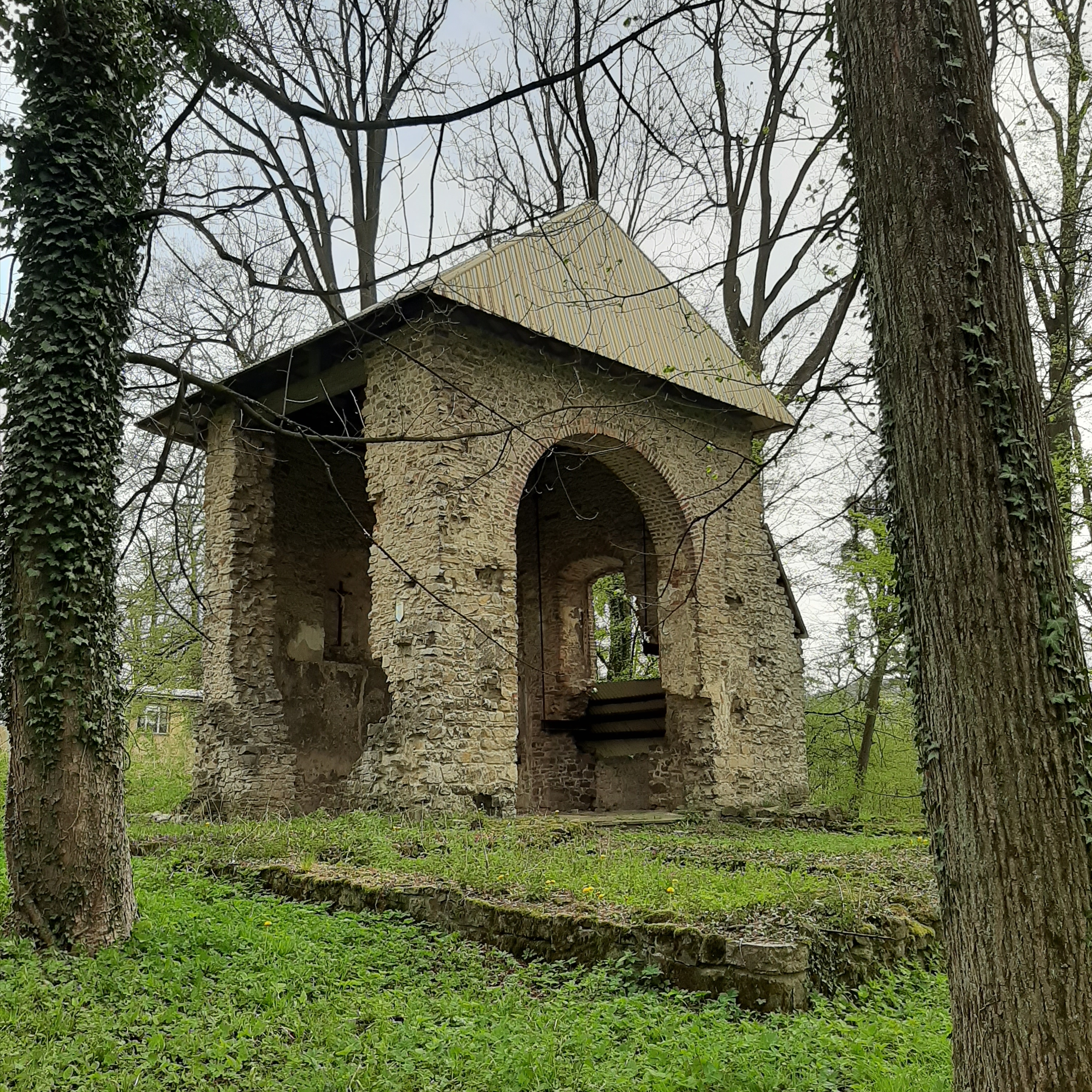
Ruine der alten Kirche
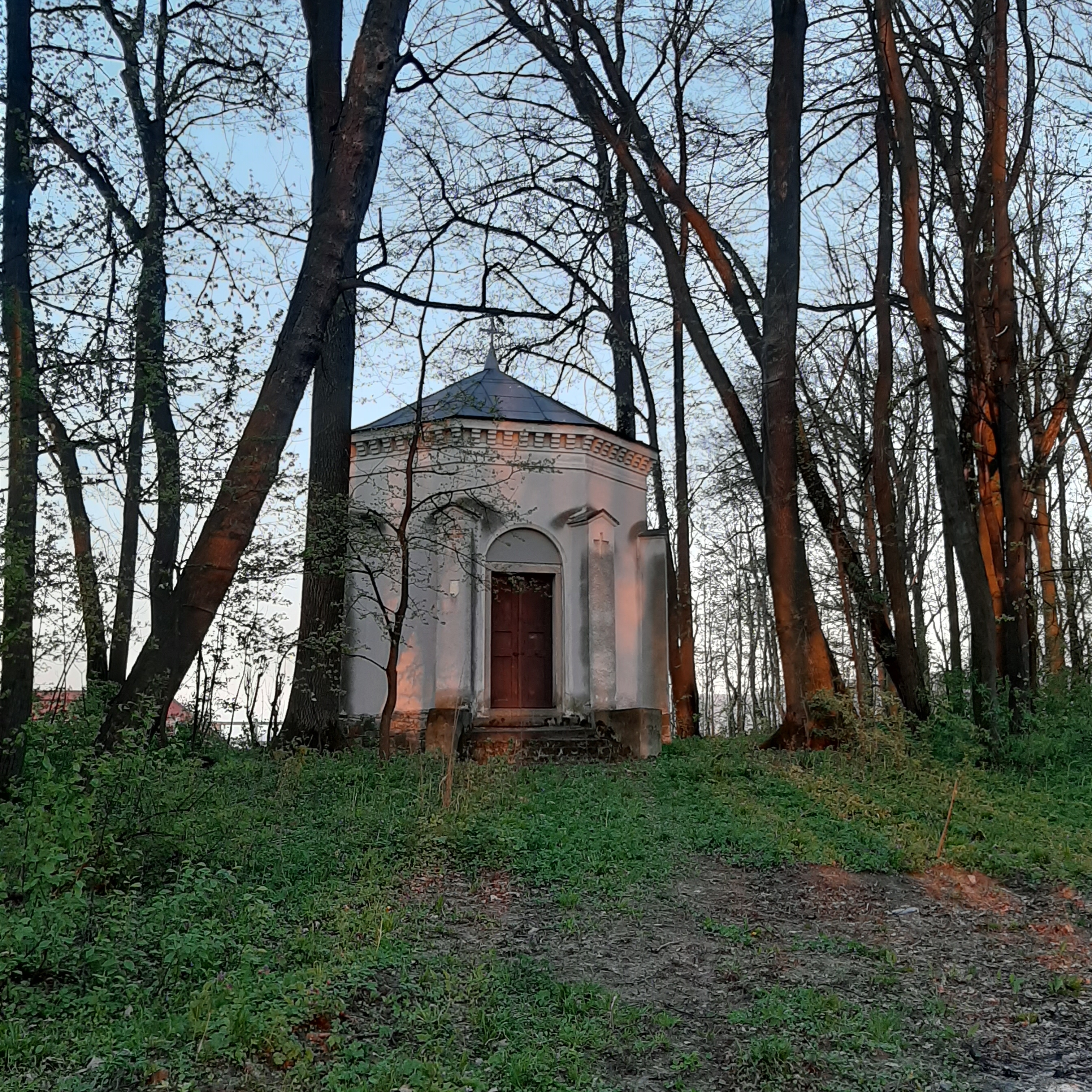
Grabkapelle der Familie Zobel

## Verkehr
Die Bahnstation Grodziec Śląski liegt an der Bahnstrecke Bielsko-Biała–Cieszyn. Über die Zufahrt Jasienica hat der Ort Anschluss an die Schnellstraße S52. Landstraßen verbinden den Ort mit Skoczów, Bielsko-Biała, Bielowicko, Górki Wielkie und Łazy.

## Persönlichkeiten
- Jan Grodecký von Brod (1525–1574), Bischof von Olmütz